# 2. divisjon 2015 (football americano norvegese)
La 2. divisjon 2015 è la 23ª edizione del campionato di football americano di secondo livello, organizzato dalla NAIF.

## Squadre partecipanti
| Club                    | Città       | Stadio | Sponsor ufficiale | Risultato nella stagione 2014 |
| ----------------------- | ----------- | ------ | ----------------- | ----------------------------- |
| Åsane Seahawks          | Bergen      |        |                   |                               |
| Bergen Storm            | Bergen      |        |                   |                               |
| Drammen Warriors        | Drammen     |        |                   |                               |
| Fredrikstad Kings       | Fredrikstad |        |                   |                               |
| Gjøvik Swans            | Gjøvik      |        |                   |                               |
| Haugesund Hurricanes    | Haugesund   |        |                   |                               |
| Kolbotn Hunters         | Oppegård    |        |                   |                               |
| Lillestrøm Starfighters | Lillestrøm  |        |                   |                               |
| Sarpsborg Olavs Menn    | Sarpsborg   |        |                   |                               |
| Tønsberg Raiders        | Tønsberg    |        |                   |                               |
| Tromsø Trailblazers     | Tromsø      |        |                   |                               |
| Vålerenga Trolls 2      | Oslo        |        |                   |                               |

## Stagione regolare

### Calendario

#### 1ª giornata
| 12 aprile 2015, ore 14:00 | Vålerenga Trolls 2 | 59 – 12 | Tromsø Trailblazers |  |

| 12 aprile 2015, ore 14:00 | Gjøvik Swans | 6 – 48 | Tønsberg Raiders |  |

#### 2ª giornata
| 18 aprile 2015, ore 14:00 | Åsane Seahawks | 48 – 10 | Sarpsborg Olavs Menn |  |

| 18 aprile 2015, ore 14:00 | Gjøvik Swans | 0 – 42 | Kolbotn Hunters |  |

| 19 aprile 2015, ore 14:00 | Bergen Storm | 12 – 0 | Drammen Warriors |  |

#### 3ª giornata
| 25 aprile 2015, ore 11:00 | Drammen Warriors | 0 – 35 | Åsane Seahawks |  |

| 26 aprile 2015, ore 14:00 | Kolbotn Hunters | 32 – 20 | Tønsberg Raiders |  |

| 26 aprile 2015, ore 14:00 | Tromsø Trailblazers | 12 – 52 | Haugesund Hurricanes |  |

| 26 aprile 2015, ore 14:00 | Fredrikstad Kings | 10 – 13 | Lillestrøm Starfighters |  |

#### 4ª giornata
| 2 maggio 2015, ore 14:00 | Åsane Seahawks | 71 – 0 | Fredrikstad Kings |  |

| 3 maggio 2015, ore 14:00 | Kolbotn Hunters | 33 – 46 | Vålerenga Trolls 2 |  |

| 3 maggio 2015, ore 14:00 | Gjøvik Swans | 22 – 18 | Tromsø Trailblazers |  |

#### 5ª giornata
| 9 maggio 2015, ore 14:00 | Haugesund Hurricanes | 63 – 6 | Gjøvik Swans |  |

| 9 maggio 2015, ore 14:00 | Bergen Storm | 60 – 0 | Fredrikstad Kings |  |

| 10 maggio 2015, ore 12:00 | Tønsberg Raiders | 14 – 40 | Vålerenga Trolls 2 |  |

| 10 maggio 2015, ore 14:00 | Drammen Warriors | 15 – 12 | Sarpsborg Olavs Menn |  |

#### 6ª giornata
| 15 maggio 2015, ore 18:00 | Fredrikstad Kings | 0 – 67 | Sarpsborg Olavs Menn |  |

| 15 maggio 2015, ore 19:00 | Bergen Storm | 0 – 19 | Åsane Seahawks |  |

| 16 maggio 2015, ore 15:00 | Lillestrøm Starfighters | 0 – 33 | Drammen Warriors |  |

#### 7ª giornata
| 23 maggio 2015, ore 14:00 | Tønsberg Raiders | 28 – 21 | Haugesund Hurricanes |  |

| 23 maggio 2015, ore 15:00 | Lillestrøm Starfighters | 0 – 35 | Bergen Storm |  |

| 24 maggio 2015, ore 14:00 | Tromsø Trailblazers | 9 – 21 | Kolbotn Hunters |  |

#### 8ª giornata
| 6 giugno 2015, ore 14:00 | Haugesund Hurricanes | 33 – 14 | Vålerenga Trolls 2 |  |

| 6 giugno 2015, ore 15:00 | Åsane Seahawks | 63 – 0 | Lillestrøm Starfighters |  |

| 7 giugno 2015, ore 14:00 | Tromsø Trailblazers | 9 – 36 | Tønsberg Raiders |  |

| 7 giugno 2015, ore 14:00 | Fredrikstad Kings | 0 – 41 | Drammen Warriors |  |

#### 9ª giornata
| 13 giugno 2015, ore 14:00 | Haugesund Hurricanes | 34 – 14 | Kolbotn Hunters |  |

| 14 giugno 2015, ore 14:00 | Vålerenga Trolls 2 | 29 – 0 | Gjøvik Swans |  |

| 14 giugno 2015, ore 15:00 | Sarpsborg Olavs Menn | 53 – 8 | Lillestrøm Starfighters |  |

#### 10ª giornata
| 27 giugno 2015, ore 14:00 | Sarpsborg Olavs Menn | 13 – 8 | Bergen Storm |  |

### Classifica
La classifica della regular season è la seguente:
- PCT = percentuale di vittorie, G = partite giocate, V = partite vinte,  P = partite perse, PF = punti fatti, PS = punti subiti

#### Gruppe Rød
| Pos. | Squadra              | PCT  | G | V | N | P | PF  | PS  |
| ---- | -------------------- | ---- | - | - | - | - | --- | --- |
| 1    | Haugesund Hurricanes | .800 | 5 | 4 | 0 | 1 | 203 | 74  |
| 2    | Vålerenga Trolls 2   | .800 | 5 | 4 | 0 | 1 | 188 | 92  |
| 3    | Kolbotn Hunters      | .600 | 5 | 3 | 0 | 2 | 142 | 109 |
| 4    | Tønsberg Raiders     | .600 | 5 | 3 | 0 | 2 | 146 | 108 |
| 5    | Gjøvik Swans         | .200 | 5 | 1 | 0 | 4 | 34  | 200 |
| 6    | Tromsø Trailblazers  | .000 | 5 | 0 | 0 | 5 | 60  | 190 |

#### Gruppe Blå
| Pos. | Squadra                 | PCT   | G | V | N | P | PF  | PS  |
| ---- | ----------------------- | ----- | - | - | - | - | --- | --- |
| 1    | Åsane Seahawks          | 1.000 | 5 | 5 | 0 | 0 | 236 | 10  |
| 2    | Bergen Storm            | .600  | 5 | 3 | 0 | 2 | 115 | 34  |
| 3    | Sarpsborg Olavs Menn    | .600  | 5 | 3 | 0 | 2 | 155 | 79  |
| 4    | Drammen Warriors        | .600  | 5 | 3 | 0 | 2 | 91  | 59  |
| 5    | Lillestrøm Starfighters | .200  | 5 | 1 | 0 | 4 | 21  | 194 |
| 6    | Fredrikstad Kings       | .000  | 5 | 0 | 0 | 5 | 10  | 252 |

## Playoff e playout
In vista del passaggio ad un sistema a tre livelli a partire dal 2016 sono stati strutturati degli incontri per definire la formazione delle nuove categorie. Le ultime due qualificate dei gironi giocheranno l'anno successivo in 2. divisjon (che diventa campionato di terzo livello) insieme alle perdenti degli incontri incrociati fra le terze e le quarte classificate. Le vincitrici di questi incontri giocheranno nella nuova 1. divisjon (nuovo campionato di secondo livello) insieme alle seconde qualificate (che giocano una finale per il terzo posto) e alla perdente dell'incontro fra le prime qualificate (finale del campionato). La vincente ottiene il diritto di giocare in Eliteserien.

### Playout
| 4 luglio 2015, ore 11:00 | Kolbotn Hunters | 18 – 24 | Drammen Warriors |  |

| 4 luglio 2015, ore 13:00 | Sarpsborg Olavs Menn | 68 – 28 | Tønsberg Raiders |  |

### Finale 3º - 4º posto
| 4 luglio 2015, ore 16:00 | Bergen Storm | 20 – 59 | Vålerenga Trolls 2 |  |

### Finale
| 5 luglio 2015, ore 11:00 | Åsane Seahawks | 34 – 21 | Haugesund Hurricanes |  |

## Verdetti
- Åsane Seahawks campioni e promossi in Eliteserien 2016
- Haugesund Hurricanes,  Vålerenga Trolls 2,  Bergen Storm,  Sarpsborg Olavs Menn e  Drammen Warriors ammessi in 1. divisjon 2016
- Kolbotn Hunters,  Tønsberg Raiders,  Gjøvik Swans,  Tromsø Trailblazers,  Lillestrøm Starfighters e  Fredrikstad Kings retrocessi in 2. divisjon 2016